# Sebastian Stakset
Sebastian Emil Stakset, född 20 december 1985 i Skarpnäck, är en svensk rappare, sångare, författare och skådespelare.

## Biografi
Sebastian Stakset var som barn med i flera tv-produktioner, bland annat två avsnitt av tv-serien Percy tårar av Killinggänget.

### Sebbe Staxx i Kartellen
Stakset var medlem i hiphopgruppen Kartellen mellan 2008 och 2016 och hade då artistnamnet Sebbe Staxx. Han gjorde tillsammans med gruppen flera kontroversiella låtar. Mellan 2013 och 2016 krävdes Stakset på 250 000 av Skatteverket för oredovisade intäkter från Kartellen-spelningar under flera år. Kristna profiler hjälpte år 2018 Stakset att betala av skulden genom att samla in donationer.

### Brott
År 2005 fick Stakset sitt första fängelsestraff, 2 år och 9 månader för grov misshandel, när han var 20 år gammal. I fängelset började Stakset skriva låttexter och blev så småningom introducerad till Leo ”Kinesen” Carmona som satt av ett livstidsstraff för anstiftan till mord. 2008 grundade de tillsammans gruppen Kartellen.
Stakset dömdes i januari 2013 till 5 000 kr dagsböter efter att på Twitter ha mordhotat Sverigedemokraternas partiordförande Jimmie Åkesson.
Den 26 mars 2013 dömdes Stakset till 1 års fängelse för narkotika- och vapenbrott.
Domen för mordhot i januari 2013 hindrade inte Stakset från att i slutet av samma år släppa låten Svarta duvor & vissna liljor som bland annat innehåller raderna ”Kungsgatan med Soran, hade jag varit med hade jag tagit järnröret och lagt dem i koma alla tre. Fuck SD med Jimmie i spetsen, sänker en sänker två, ja då springer nog resten”.
2015 uttryckte han att de hotfulla uttalandena var en del av en vanlig dag fylld av hat och inte något personligt mot Åkesson. I början av 2017 bad han offentligt om ursäkt, och gick senare ut med att han även älskade Åkesson som medmänniska.

### Exponering 2012-2015

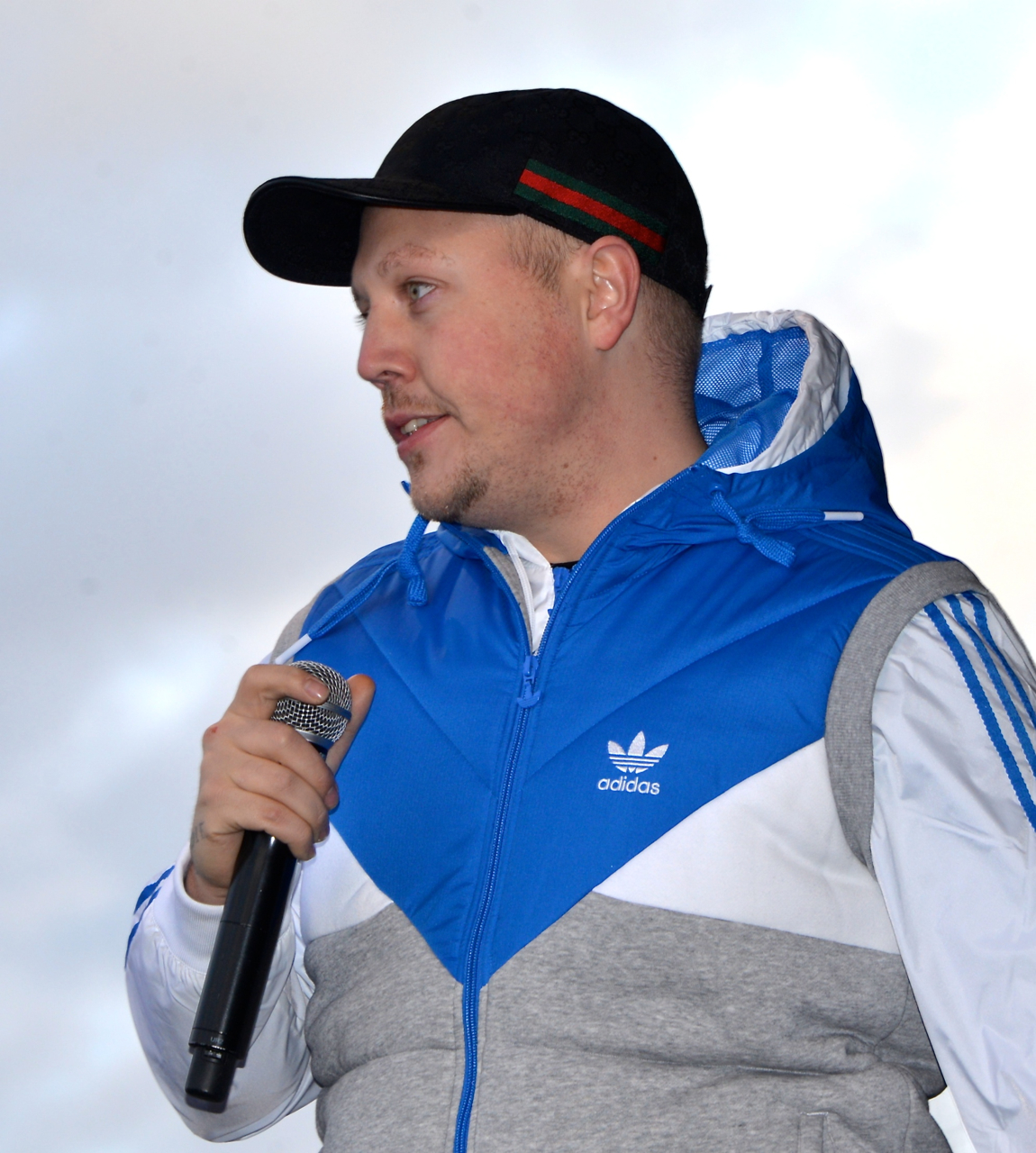
Sebbe Staxx på scen i Antirasistdemonstrationerna i Kärrtorp 2013.

2012 skrev Stakset en pjäs, Medans vi faller, som framfördes av honom själv och Alejandra Goic spelade hans flickvän Jasmine på Stockholms stadsteater. Under det året arbetade han även på Fryshuset i Stockholm med olika projekt, bland annat "Skriv dig fri" och ett musikprojekt med Sweden Aid Orchestra och The Real Group som utmynnade i konserter både i Gävle och Stockholms konserthus.
2013 medverkade han i Antirasistdemonstrationerna i Kärrtorp.
Stakset har gästat Nyhetsmorgon flera gånger, bland annat den 5 januari 2013 och den 27 februari 2014 då han diskuterade Kingsizegalan tillsammans med Cleo, och Kristin Amparo. . Han har också medverkat i Malou efter tio. och återkom till programmet exakt ett år senare den 25 mars 2015.
År 2015 utgav Norstedts förlag hans självbiografi Sebbe Staxx: musiken, brotten, beroendet som fick stor uppmärksamhet. 2015 höll Stakset ett antal föreläsningar i kyrkor och på festivaler som han kallade "En fjärils vingslag".

### 2016 och det nya livet framåt
Sedan 2016 har Stakset satsat på en solokarriär under sitt riktiga namn och släppte första singeln Förlåt i november 2016. Andra singeln under eget namn Jag vill ge dig allt kom i januari 2017. Tredje singeln Bakom mina masker släpptes i april 2017 och hans soloskiva Ett budskap om kärlek släpptes på skivbolaget Universal Music den 18 augusti 2017. Singeln Vi är Sverige skrev han efter terrorattacken på Drottninggatan i Stockholm. Den 28 juli 2017 kom singeln Var inte rädd från albumet Ett budskap om kärlek.
2017 fortsatte Stakset att hålla föreläsningar och spelningar men i olika kyrkor och på drogfria festivaler under temat "Min resa till frihet". Stakset intervjuades av SVT och berättade om hur hans kristna tro fått honom att lämna Kartellen och bryta kontakten med dess kvarvarande medlemmar. I samma intervju bad Stakset myndighetspersoner, polis, räddningstjänst och skolpersonal om förlåtelse. Stakset uttryckte även att den tidigare musik han varit med att skapa varit en dålig förebild för ungdomar och menade att han spridit hat och ansvarslöshet.
Den 18 februari 2017 bad Stakset om ursäkt i Nyhetsmorgon för allt dåligt han gjort alla under sitt tidigare liv, och uppträdde live med låtarna Förlåt och Jag vill ge dig allt.
12 januari 2018 släppte Stakset sin singel "Be för min stad" som är den första låten i ett kommande album. Låten tillkom efter att hade besökt flera SIS-hem för att, som han säger, försöka ge ungdomarna som sitter inlåsta där lite hopp. I samband med besöken på dessa institutionshem för unga började Stakset ett samarbete med Frälsningsarmén
Den 23 mars 2018 släppte Stakset singeln ”Mayday” på Universal Music. 18 maj samma år kom hans bok, självbiografin ”Bara ljuset kan besegra mörkret” ut på Sjöbergs förlag  Den 1 juni 2018 släppte Stakset sin singel ”Berlinmurar & Eiffeltorn” tillsammans med artisten Sam-E från gruppen Medina. 14 september 2018 släpptes hans nya skiva ”Genom vatten och eld”.
Den 6 juni 2018 registrerade Stakset tillsammans med några vänner en ny organisation Heart of Evangelism för att sprida budskapet om Jesus i Sverige.
Den 7 oktober 2018 intervjuades han i Sveriges Radios "Söndagsintervjun" av Martin Wicklin, där Stakset berättade om sin väg från att ha varit kriminell, drogberoende och frontfigur i den omstridda hiphopgruppen Kartellen till att ha blivit frälst, där gangsterrap blivit ersatt av Jesus kärleksbudskap.
Den 15 januari 2019 berättade Stakset för Världen idag att han och hans familj blivit medlemmar i Livets Ord.
Den 29 november 2019 medverkade Stakset i Malou efter tio igen.
10 april 2019 medverkade Stakset i SVT:s Uppdrag Granskning i ett uppföljningsreportage om ”Sanne”.
Den 16 augusti 2019 släppte Stakset sin singel Mamma förlåt där den unge rapparen Einár medverkar på refrängen. Dagen efter medverkade de med låt och intervju i TV4:s Nyhetsmorgon.
Den 16 augusti 2019 gästade Stakset Anis Don Demina i hans YouTube-kanal.
Den 27 september 2019 släppte han tillsammans med rapparen Sinan singeln ”Jag ber”. Det är den andra singeln från en kommande hiphopskiva.
Den 24 oktober 2019 gästade Stakset Alexander Pärleros i Framgångspodden.
Den 6 december 2019 kom singeln Inlåst med Sebastian Stakset och den unga rapparen Einár.
Den 27 mars 2020 släpptes Sebastian Stakset senaste soloalbum ”Livet efter döden” på UNIVERSAL. Den innehåller 12 låtar och flera gästartister medverkar bland annat Einár, Nano, Allyawan, Josefina Gniste och även Sebastians egen dotter Sadie.
Den 4 augusti 2022 var han sommarvärd i P1. Här berättade han om omvändelsen från kriminaliteten till behovet av förlåtelse. Från mobbing, helvetet i skolan och destruktivt ungdomsliv av droger, värdetransportrån, sprängningar, PTSD och självmordsförsök. Det skadade och misshandlade barnet som  i vuxen ålder följer "djävulens retorik" där våld föder våld, både mot sig själv och andra, i en aldrig sinande våldsspiral. Men också om "ljuset i mörkret" och vägen ut till friheten och kärleken.
2023 medverkade han i SVT-serien När hiphop tog över.

## Diskografi

### Album
| År   | Album                 |
| ---- | --------------------- |
| 2017 | Ett Budskap Om Kärlek |
| 2018 | Genom Vatten Och Eld  |
| 2020 | Livet efter döden     |

### Singlar
| År   | Album                                      |
| ---- | ------------------------------------------ |
| 2017 | Vi Är Sverige                              |
| 2018 | Sebastian Stakset & Elia Källner - May Day |
| 2018 | Be För Min Stad                            |

## Utmärkelser
- 2019 – Evangelistfondens pris "Årets evangelist"[61][62][63] med motiveringen "Från ett mörkt liv till ett liv i total överlåtelse åt Jesus, får Sebastian Stakset vara ett redskap för att vinna de förlorade. Med kärlekens budskap till dem som inte längre har något hopp, får han se stora skaror vända om till Jesus."